# Eugraphosia rubrizonea
Eugraphosia rubrizonea là một loài bướm đêm thuộc phân họ Arctiinae, họ Erebidae.